# Fonzies
I Fonzies sono uno snack salato a base di mais e formaggio non fritto prodotto a Donauwörth in Germania da LU Snack Food GmbH su licenza di Frito-Lay, e venduto in Italia (attraverso Saiwa, proprietà della Mondelēz International) e Svizzera. In molti altri paesi lo snack è venduto con il marchio Twisties.

## Storia
I Fonzies furono lanciati in Italia nel 1979 e prendono il proprio nome dal personaggio di Arthur Fonzarelli della celebre serie televisiva Happy Days, ben più noto per l'appunto con il soprannome di Fonzie, all'epoca icona maschile dei giovani. In alcuni stati, il nome del prodotto è diverso: per esempio in Australia i Fonzies vengono chiamati Twisties o Tastees o Cheesys.
Originariamente distribuiti dall'industria dolciaria Ferrero, dal 2001 il marchio "Fonzies" è stato rilevato dalla Saiwa, che nel 2014 cede il controllo del marchio alla controllante Mondelēz.
Il prodotto ha mantenuto praticamente invariato il proprio aspetto e la propria composizione nel corso degli anni. Al gusto classico sono state accostate le varianti "Bacon", "Paprika", "Peperoncino", "4 Formaggi" e, di recente, l'inusuale gusto "Choco".

## Campagne pubblicitarie

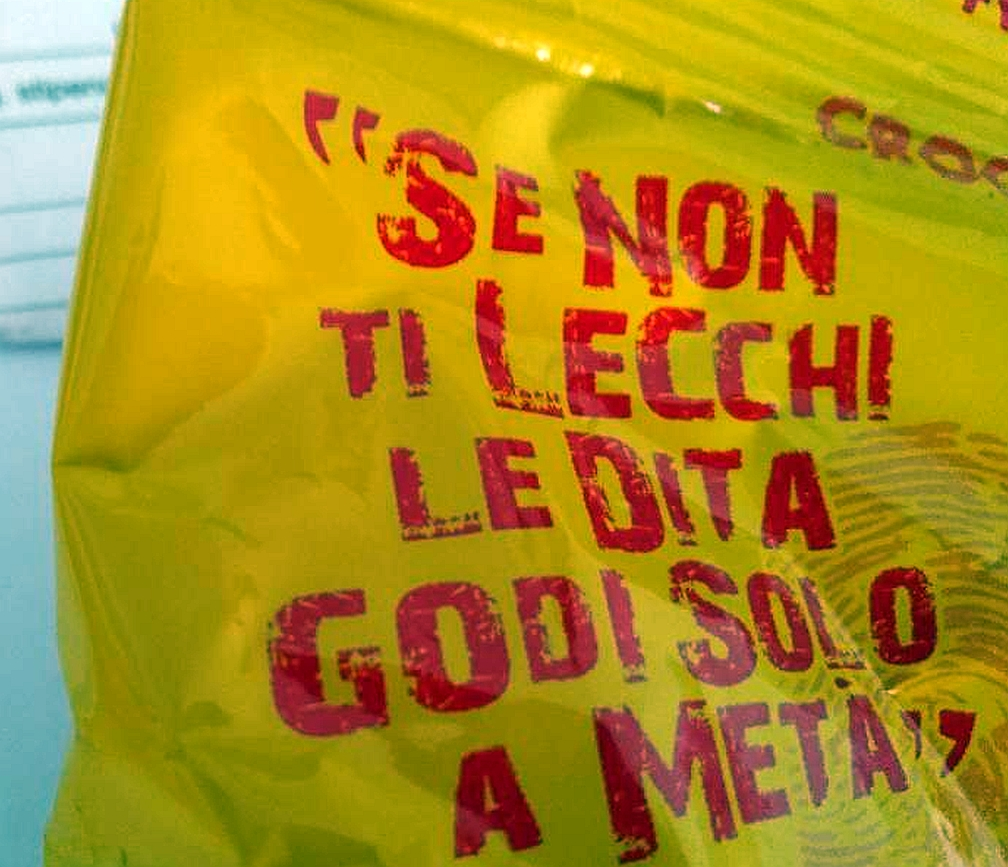
Lo slogan

Lo slogan "Se non ti lecchi le dita godi solo a metà" fu inventato dal pubblicitario Marco Mignani e divenne il perno intorno al quale giravano tutti gli spot televisivi. Particolarmente celebre è senz'altro quello che ha per protagonista Freddy Krueger, popolare "mostro" della serie cinematografica Nightmare. Nello spot Freddy fa irruzione in una festa, mettendo in fuga tutti i partecipanti e rimanendo solo con una ciotola piena di Fonzies. Dopo averne mangiato uno, vorrebbe leccarsi la mano (seguendo ciò che dice lo slogan), dimenticando di avere delle lame al posto delle dita.
Nel 2007 inoltre, al fine di sponsorizzare il prodotto, la Saiwa, insieme alla rete televisiva MTV, ha lanciato il concorso "Fonzies Be Original": il concorso invitava i consumatori a reinterpretare l'immagine sulla confezione dei Fonzies, i restyling vincenti furono usati per la Limited Edition del 2008. Il successo del concorso (oltre mille opere, che furono esposte a Palazzo Nuovo a Torino, in una mostra durata dal 21 al 24 aprile 2008), ha spinto gli organizzatori a rinnovarlo per l'anno 2008.

## Composizione
- Semola di mais
- Grasso vegetale
- Olio vegetale idrogenato
- Formaggio fuso in polvere
- Siero di latte in polvere
- Aromi
- Sale
- Estratto di lievito
- Esaltatori di sapidità

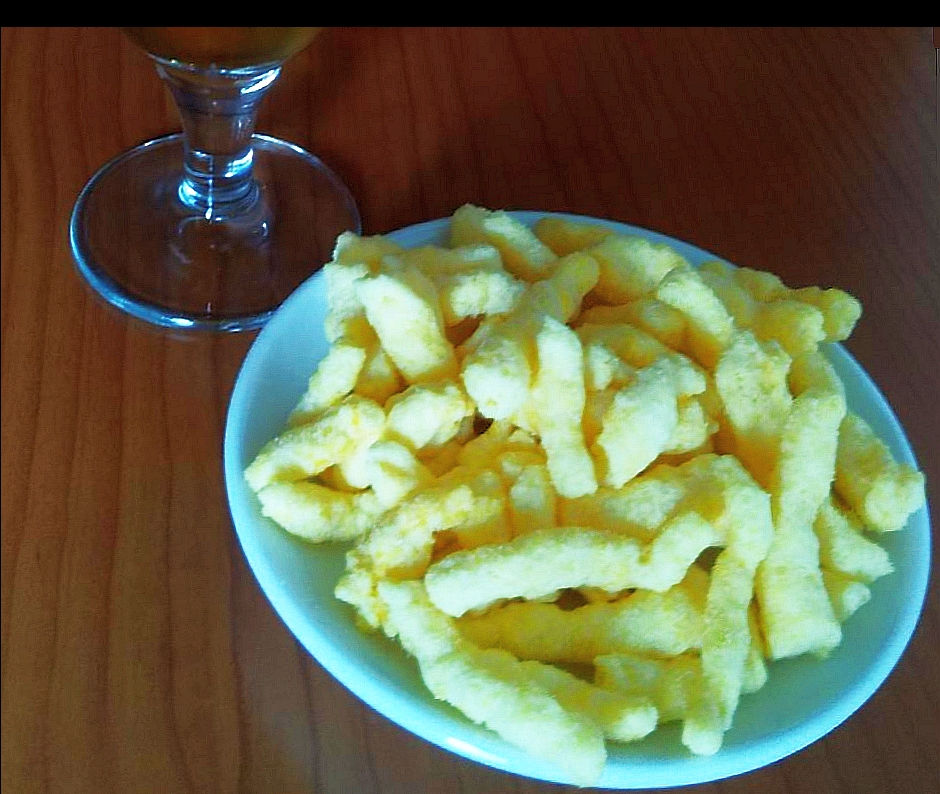
Un piattino di Fonzies

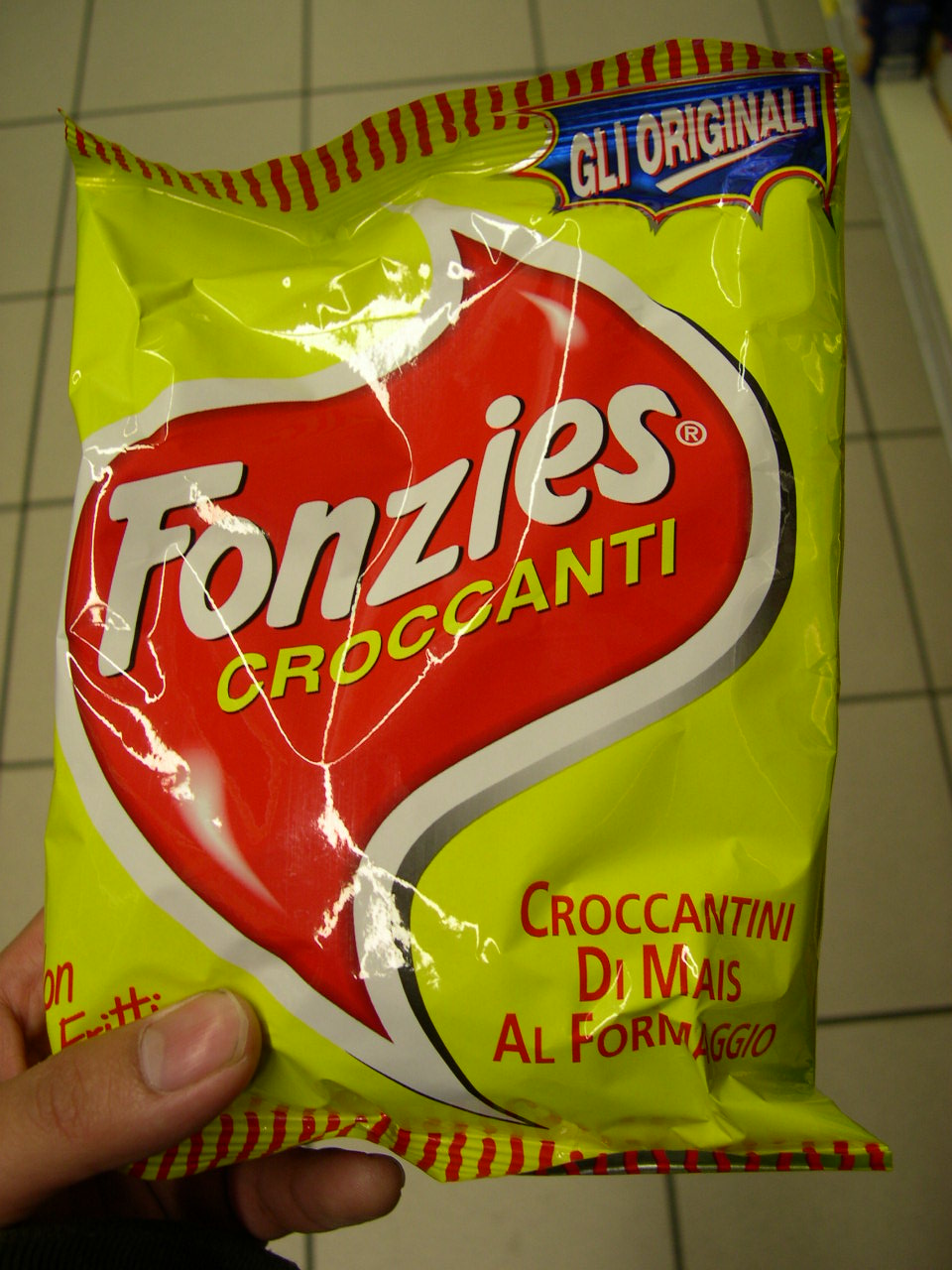
Vecchio logo

- Si potrebbero trovare dei residui di uova, grano e arachidi